# ويليام هنري هووبر
ويليام هنري هووبر هو سياسي أمريكي، ولد في 25 ديسمبر 1813 في كامبريدج في الولايات المتحدة، وتوفي في 30 ديسمبر 1882 في مدينة سولت ليك في الولايات المتحدة. نشط حزبياً في الحزب الديمقراطي.